# The Pardon (film 1915)
The Pardon è un cortometraggio muto del 1915 diretto da Donald MacKenzie

## Produzione
Il film fu prodotto dalla Pathé Exchange.

## Distribuzione
Distribuito dalla Pathé Exchange, il film - un cortometraggio in tre bobine - uscì nelle sale cinematografiche statunitensi il 20 marzo 1915.